# Az-Zahran
Az-Zahran (arab. الظهران) – miasto we wschodniej Arabii Saudyjskiej, w Prowincji Wschodniej, w krainie Al-Ahsa, w pobliżu Zatoki Perskiej. Razem z Al-Chubarem i Dammamem tworzy metropolię. W 2012 roku liczyło ok. 138 tys. mieszkańców.